# Literatura daguestana

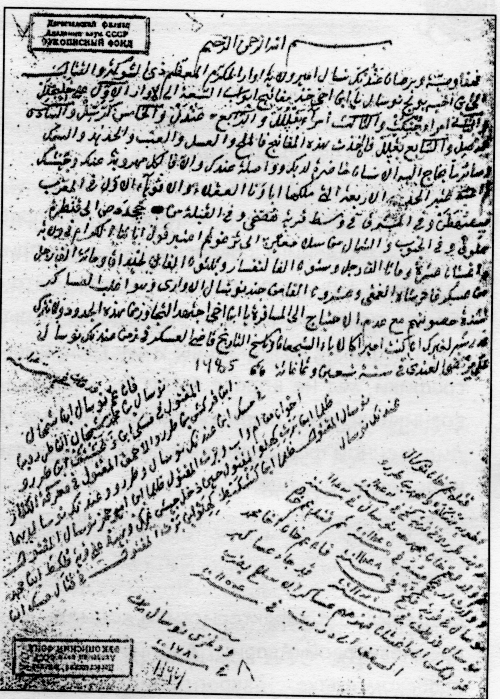
La voluntad del gobernante del "Vilayat de Avar" Andunik en árabe.

La literatura daguestana o literatura del Cáucaso se encuentra escrita en las diversas lenguas del grupo daguestánico en la rama caucásica, el ingusetio de parte del Daguestán (RSFSR), el andi (25.000 hablantes) del valle del Koisú en el bajo Andi, el ávaro de parte del Daguestán, el dargwa o darguinski del Daguestán central, el bats (2.000 hablantes) de la provincia georgiana de Truchetie, etc.; pero también parte de esta literatura está escrita en ruso, árabe, parsi y turco. 
La raíz de esta literatura se encuentra en la cristianización de la zona entre los siglos V y VIII, época de la cultura cristiana albano-caucásica. Uno de los textos conservados más antiguos es Partu Patima, epopeya laka que describe la contienda contra los tártaros que invadieron el país entre los siglos XIII y XIV. También el canto daguestano sobre la Derrota de Nadirshah, un invasor iranio. Distintos autores rusos recogieron cantos y leyendas tradicionales que editaron en 1883 en San Petersburgo con el título Antología de cantos populares nogayos y kumukos, bajo el cuidado del poeta M. E. Osmanov (1840-1904). Durante la Edad Media se escribieron sobre todo obras hagiográficas (Historia de Abu Muslim) o crónicas (Historia de Derbent y de Shirvan) en lengua árabe, parsi o turco (s. X y XI).
Con el siglo XVIII las nuevas ideas tienden a liberar la literatura de las escuelas musulmanas y de la influencia del califato, pero esto sólo se logra a partir del XIX con las abundantes creaciones de Gasan Alkadari, Jadzhi Mujamedas Sugratili, Jadzhi Abdurajman-al-Ajty etcétera, y las obras poéticas del kumuko Irchi Kazak (1830-79), del lezgo Etim Emin (1838-84), del darguano Omarla Batyray (1820-1902), del ávaro Eldarilav, etc. Tras la Revolución la literatura quedó marcada por una evolución pareja a la de las demás Repúblicas soviéticas; destacan, en novela, Gente de nieve (1966) de A. Abu Bakara, Mi Daguestán (1968-71) de R. Gamzatov, Majach (1960) de I. Kerimov; en poesía: En la montaña está mi corazón (1958) de Rasul Gamzatov.
- Datos: Q25693263
- Multimedia: Dagestani literature / Q25693263